# Prokofiev (cràter)
Prokofiev és un cràter d'impacte en el planeta Mercuri de 112 km de diàmetre. Porta el nom del compositor rus Sergei Prokofiev (1891-1953), i el seu nom va ser aprovat per la Unió Astronòmica Internacional el 2012.
Les dades de la sonda espacial MESSENGER indica que conté aigua congelada i compostos orgànics.